# Lumbini (Zone)

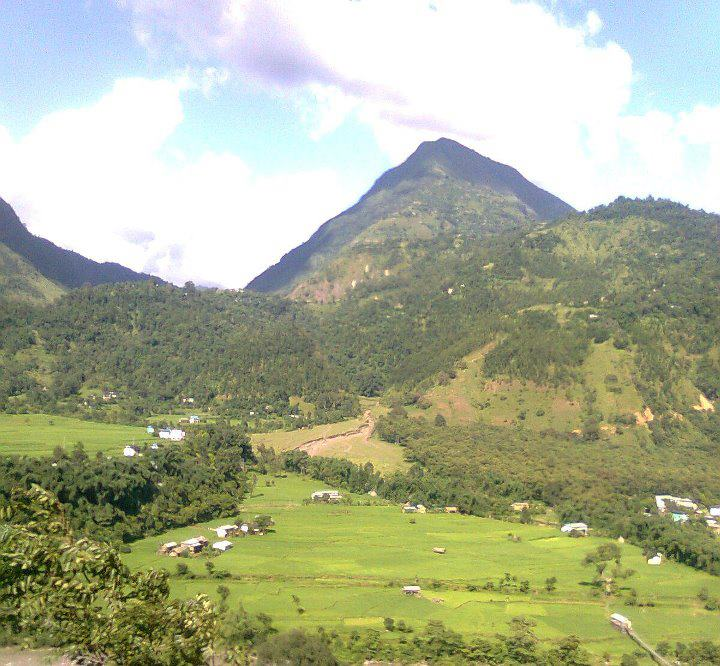
Rupakot Gulmi

Lumbini (Nepali लुम्बिनी अञ्चल) war eine der ehemaligen 14 Verwaltungszonen des Staates Nepal bis 2015.
Die Verwaltungszone war nach Lumbini, dem Geburtsort Buddhas benannt, der sich in dieser Zone befindet. Lumbini lag in der Entwicklungsregion West in Zentral-Nepal. Verwaltungssitz der Zone war Butwal.
Die Zone bestand aus 6 Distrikten:
- Arghakhanchi
- Gulmi
- Kapilbastu
- Nawalparasi
- Palpa
- Rupandehi

Die Distrikte dieser Zone wurden mit der neuen Verfassung vom 20. September 2015 der Provinz Nr. 5 mit insgesamt 12 Distrikten zugeordnet. Ein Teil des Distriktes Nawalparasi wurde Bestandteil der Provinz Gandaki (anfangs Provinz Nr. 4).